# Mujeres Españolas
Mujeres Españolas va ser una revista femenina publicada a Madrid entre 1929 i 1931.

## Història
Editada a Madrid, va portar el subtítol «revista bisemanal exclusivamente patriótica». El primer nombre de la revista va aparèixer l'11 d'abril de 1929. Es va tractar de l'òrgan d'una organització fundada poc abans, anomenada Agrupación Nacional de Mujeres Españolas. La seua directora fou María de la Misericordia Vejarano y Cabarrús, coneguda com la vescomtessa de San Enrique, i van participar autores com Carmen Velacoracho de Lara, Càndida Cadenas y Campo, María López de Sagredo, Juana Salas, Laura Brunet de García-Noblejas, Roberta López Roberts, Carmen Ferns o Elisa Soriano Fisher. Defensora de la Dictadura de Primo de Rivera, des de les seves pàgines es va proposar una integració de la dona en l'esfera política. La seva publicació va finalitzar després de 113 nombres, el 23 d'abril de 1931, uns dies després de la proclamació de la Segona República.